# Maurs
Maurs är en kommun i departementet Cantal i regionen Auvergne-Rhône-Alpes i mitten av Frankrike. Kommunen ligger  i kantonen Maurs som ligger i arrondissementet Aurillac. År 2022 hade Maurs 2 131 invånare.

## Befolkningsutveckling
Antalet invånare i kommunen Maurs
Referens:INSEE